# Diskografie Nelly Furtado
Toto je seznam vydané diskografie kanadské zpěvačky Nelly Furtado.

## Alba

### Studiová alba
| Název                                                                                   | Detaily o albu                                                     | Umístění v hitparádách | Umístění v hitparádách | Umístění v hitparádách | Umístění v hitparádách | Umístění v hitparádách | Umístění v hitparádách | Umístění v hitparádách | Umístění v hitparádách | Umístění v hitparádách | Umístění v hitparádách | Prodeje                                          | Certifikace |
| Název                                                                                   | Detaily o albu                                                     | CAN                    | AUS                    | AUT                    | GER                    | ITA                    | NLD                    | NZ                     | SWI                    | UK                     | US                     | Prodeje                                          | Certifikace |
| --------------------------------------------------------------------------------------- | ------------------------------------------------------------------ | ---------------------- | ---------------------- | ---------------------- | ---------------------- | ---------------------- | ---------------------- | ---------------------- | ---------------------- | ---------------------- | ---------------------- | ------------------------------------------------ | --- |
| Whoa, Nelly!                                                                            | - Vydáno: 24. října 2000 - Vydavatelství: DreamWorks               | 2                      | 4                      | 37                     | 14                     | 14                     | 10                     | 5                      | 6                      | 2                      | 24                     | - UK: 667,000 - US: 2,470,000                    | - MC: 4× Platinum - ARIA: 2× Platinum - BPI: 2× Platinum - BVMI: Gold - IFPI SWI: Platinum - NVPI: Gold - RIAA: 2× Platinum - RMNZ: 3× Platinum                                       |
| Folklore                                                                                | - Vydáno: 5. listopadu 2003 - Vydavatelství: DreamWorks            | 18                     | 82                     | 10                     | 4                      | 35                     | 4                      | —                      | 13                     | 11                     | 38                     | - UK: 245,000 - US: 425,000                      | - MC: Platinum - BPI: Gold - BVMI: 2× Platinum - IFPI SWI: Platinum - NVPI: Gold - RIAA: Gold - RMNZ: Gold                                                                            |
| Loose                                                                                   | - Vydáno: 7. června 2006 - Vydavatelství: Mosley, Geffen           | 1                      | 4                      | 1                      | 1                      | 3                      | 2                      | 1                      | 1                      | 4                      | 1                      | - GER: 1,000,000 - UK: 1,100,000 - US: 2,115,000 | - MC: 6× Platinum - ARIA: 2× Platinum - BPI: 4× Platinum - BVMI: 6× Platinum - IFPI AUT: 2× Platinum - IFPI SWI: 5× Platinum - NVPI: Platinum - RIAA: 3× Platinum - RMNZ: 3× Platinum |
| Mi Plan                                                                                 | - Vydáno: 11. září 2009 - Vydavatelství: Nelstar, Universal Latino | 20                     | —                      | 6                      | 5                      | 10                     | 30                     | —                      | 3                      | —                      | 39                     |                                                  | - BVMI: Gold - IFPI SWI: Gold - RIAA: Platinum (Latin) |
| The Spirit Indestructible                                                               | - Vydáno: 14. září 2012 - Vydavatelství: Mosley, Interscope        | 18                     | —                      | 8                      | 3                      | 36                     | 41                     | —                      | 3                      | 46                     | 79                     |                                                  | |
| The Ride                                                                                | - Vydáno: 31. března 2017 - Vydavatelství: Nelstar                 | 76                     | —                      | —                      | 65                     | 66                     | —                      | —                      | 41                     | —                      | —                      |                                                  | |
| 7                                                                                       | - Vydáno: 20. září 2024 - Vydavatelství: Nelstar, 21               | —                      | —                      | 27                     | 35                     | —                      | —                      | —                      | 27                     | —                      | —                      |                                                  | |
| "—" značí, že se nahrávka neumístila v hitparádách nebo v tomto území ani nebyla vydána |                                                                    |                        |                        |                        |                        |                        |                        |                        |                        |                        |                        |                                                  | |

### Kompilační alba
| Mi Plan Remixes                                                                         | - Vydáno: 26. října 2010 - Vydavatelství: Nelstar, Universal Latino | —  | —  | —  | —  | —  | —  | —  | 16 |                          |
| The Best of Nelly Furtado                                                               | - Vydáno: 12. listopadu 2010 - Vydavatelství: Geffen                | 34 | 20 | 31 | 37 | 90 | 29 | 53 | —  | - BPI: Gold - BVMI: Gold |
| "—" značí, že se nahrávka neumístila v hitparádách nebo v tomto území ani nebyla vydána |                                                                     |    |    |    |    |    |    |    |    |                          |

### Koncertní alba
| Název              | Detaily                                              |
| ------------------ | ---------------------------------------------------- |
| Loose: The Concert | - Vydáno: 19. listopadu 2007 - Vydavatelství: Geffen |

### Video alba
| Název              | Detaily                                              |
| ------------------ | ---------------------------------------------------- |
| Loose: The Concert | - Vydáno: 19. listopadu 2007 - Vydavatelství: Geffen |

## Extended play
| Název                             | Detaily                                                   |
| --------------------------------- | --------------------------------------------------------- |
| Sessions@AOL                      | - Vydáno: 6. dubna 2004 - Vydavatelství: DreamWorks       |
| Live Session                      | - Vydáno: 26. září 2006 - Vydavatelství: Geffen           |
| Edición Limitada en Español       | - Vydáno: 3. června 2008 - Vydavatelství: Geffen          |
| City Sessions (Amazon Music Live) | - Vydáno: 29. listopadu 2024 - Vydavatelství: Nelstar, 21 |

## Singly

### Jako hlavní umělkyně
| Název                                                                                   | Rok  | Umístění v hitparádách | Umístění v hitparádách | Umístění v hitparádách | Umístění v hitparádách | Umístění v hitparádách | Umístění v hitparádách | Umístění v hitparádách | Umístění v hitparádách | Umístění v hitparádách | Umístění v hitparádách | Certifikace | Album                     |
| Název                                                                                   | Rok  | CAN                    | AUS                    | AUT                    | GER                    | ITA                    | NLD                    | NZ                     | SWI                    | UK                     | US                     | Certifikace | Album                     |
| --------------------------------------------------------------------------------------- | ---- | ---------------------- | ---------------------- | ---------------------- | ---------------------- | ---------------------- | ---------------------- | ---------------------- | ---------------------- | ---------------------- | ---------------------- | --- | ------------------------- |
| "I'm Like a Bird"                                                                       | 2000 | 19                     | 2                      | 41                     | 41                     | 16                     | 8                      | 2                      | 17                     | 5                      | 9                      | - MC: Platinum - ARIA: 2× Platinum - BPI: Platinum - RIAA: Platinum - RMNZ: Platinum                                                      | Whoa, Nelly!              |
| "Turn Off the Light"                                                                    | 2001 | —                      | 7                      | 22                     | 31                     | 50                     | 10                     | 1                      | 2                      | 4                      | 5                      | - ARIA: Platinum - BPI: Silver - RMNZ: Gold - IFPI SWI: Gold                                                                              | Whoa, Nelly!              |
| "…on the Radio (Remember the Days)"                                                     | 2002 | —                      | 53                     | 48                     | 67                     | 28                     | 23                     | 5                      | 43                     | 18                     | —                      | | Whoa, Nelly!              |
| "Hey, Man!"                                                                             | 2002 | —                      | —                      | —                      | —                      | —                      | 87                     | —                      | —                      | —                      | —                      | | Whoa, Nelly!              |
| "Powerless (Say What You Want)"                                                         | 2003 | —                      | 37                     | 7                      | 8                      | 26                     | 6                      | 16                     | 16                     | 13                     | —                      | - BVMI: Gold | Folklore                  |
| "Try"                                                                                   | 2004 | —                      | 61                     | 26                     | 31                     | 19                     | 21                     | —                      | 22                     | 15                     | —                      | - MC: Gold | Folklore                  |
| "Força"                                                                                 | 2004 | —                      | —                      | 5                      | 9                      | 34                     | 4                      | —                      | 5                      | 40                     | —                      | | Folklore                  |
| "Explode"                                                                               | 2004 | —                      | —                      | 54                     | 34                     | —                      | 36                     | —                      | 38                     | —                      | —                      | | Folklore                  |
| "The Grass Is Green"                                                                    | 2005 | —                      | —                      | —                      | 65                     | —                      | —                      | —                      | —                      | —                      | —                      | | Folklore                  |
| "No Hay Igual" (feat. Calle 13)                                                         | 2006 | —                      | —                      | —                      | —                      | —                      | —                      | —                      | —                      | —                      | —                      | | Loose                     |
| "Promiscuous" (feat. Timbaland)                                                         | 2006 | 1                      | 2                      | 12                     | 6                      | 8                      | 13                     | 1                      | 6                      | 3                      | 1                      | - MC: 5× Platinum - ARIA: 6× Platinum - BPI: 3× Platinum - BVMI: 3× Gold - FIMI: Gold - RIAA: 7× Platinum - RMNZ: 5× Platinum             | Loose                     |
| "Maneater"                                                                              | 2006 | 2                      | 3                      | 3                      | 4                      | 10                     | 11                     | 2                      | 3                      | 1                      | 16                     | - MC: 2× Platinum - ARIA: Gold - BPI: 2× Platinum - BVMI: Platinum - FIMI: Gold - IFPI SWI: Gold - RIAA: 2× Platinum - RMNZ: 2× Platinum  | Loose                     |
| "Say It Right"                                                                          | 2006 | 5                      | 2                      | 2                      | 2                      | 3                      | 2                      | 1                      | 1                      | 10                     | 1                      | - MC: 2× Platinum - ARIA: Platinum - BPI: Platinum - BVMI: Platinum - FIMI: Gold - IFPI SWI: Gold - RIAA: 4× Platinum - RMNZ: 3× Platinum | Loose                     |
| "All Good Things (Come to an End)"                                                      | 2006 | 5                      | 12                     | 1                      | 1                      | 1                      | 1                      | 12                     | 1                      | 4                      | 86                     | - MC: 2× Platinum - ARIA: Platinum - BPI: Silver - BVMI: 2× Platinum - IFPI SWI: Platinum - RIAA: Gold                                    | Loose                     |
| "Te Busqué" (feat. Juanes)                                                              | 2007 | —                      | —                      | 25                     | 16                     | —                      | 11                     | —                      | 79                     | —                      | —                      | | Loose                     |
| "Do It"                                                                                 | 2007 | 11                     | 53                     | 45                     | 22                     | 4                      | 31                     | 17                     | 30                     | 75                     | 88                     | | Loose                     |
| "In God's Hands"                                                                        | 2007 | 11                     | 66                     | 53                     | 33                     | 20                     | 33                     | —                      | —                      | 116                    | —                      | | Loose                     |
| "Manos al Aire"                                                                         | 2009 | —                      | —                      | 5                      | 2                      | 2                      | 92                     | —                      | 6                      | —                      | —                      | - IFPI SWI: Gold | Mi Plan                   |
| "Más"                                                                                   | 2009 | —                      | —                      | —                      | —                      | —                      | —                      | —                      | —                      | —                      | —                      | | Mi Plan                   |
| "Bajo Otra Luz" (feat. Mala Rodríguez)                                                  | 2010 | —                      | —                      | —                      | —                      | —                      | —                      | —                      | —                      | —                      | —                      | | Mi Plan                   |
| "Night Is Young"                                                                        | 2010 | 20                     | —                      | 69                     | —                      | —                      | —                      | —                      | —                      | —                      | —                      | | The Best of Nelly Furtado |
| "Big Hoops (Bigger the Better)"                                                         | 2012 | 28                     | —                      | —                      | 41                     | 99                     | 46                     | —                      | —                      | 14                     | —                      | - MC: Gold | The Spirit Indestructible |
| "Spirit Indestructible"                                                                 | 2012 | —                      | —                      | 41                     | 23                     | 76                     | —                      | —                      | 32                     | —                      | —                      | | The Spirit Indestructible |
| "Parking Lot"                                                                           | 2012 | —                      | —                      | —                      | —                      | —                      | —                      | —                      | —                      | —                      | —                      | | The Spirit Indestructible |
| "Waiting for the Night"                                                                 | 2012 | 97                     | —                      | 73                     | 26                     | —                      | —                      | —                      | 29                     | —                      | —                      | | The Spirit Indestructible |
| "Pipe Dreams"                                                                           | 2016 | —                      | —                      | —                      | —                      | —                      | —                      | —                      | —                      | —                      | —                      | | The Ride                  |
| "Cold Hard Truth"                                                                       | 2017 | —                      | —                      | —                      | —                      | —                      | —                      | —                      | —                      | —                      | —                      | | The Ride                  |
| "Flatline"                                                                              | 2017 | —                      | —                      | —                      | —                      | —                      | —                      | —                      | —                      | —                      | —                      | | The Ride                  |
| "Phoenix"                                                                               | 2017 | —                      | —                      | —                      | —                      | —                      | —                      | —                      | —                      | —                      | —                      | | The Ride                  |
| "Sticks and Stones" (s Metro)                                                           | 2018 | —                      | —                      | —                      | —                      | —                      | —                      | —                      | —                      | —                      | —                      | | The Ride                  |
| "Eat Your Man" (s Dom Dolla)                                                            | 2023 | —                      | 84                     | —                      | —                      | —                      | —                      | —                      | —                      | —                      | —                      | - MC: Gold - ARIA: Gold | Singly bez alb            |
| "Keep Going Up" (s Timbaland a Justin Timberlake)                                       | 2023 | 63                     | —                      | —                      | —                      | —                      | —                      | —                      | —                      | —                      | 84                     | | Singly bez alb            |
| "Gala y Dalí" (s Juanes)                                                                | 2024 | —                      | —                      | —                      | —                      | —                      | —                      | —                      | —                      | —                      | —                      | | Singly bez alb            |
| "Love Bites" (s Tove Lo a SG Lewis)                                                     | 2024 | —                      | —                      | —                      | —                      | —                      | —                      | —                      | —                      | —                      | —                      | | 7                         |
| "Corazón" (s Bomba Estéreo)                                                             | 2024 | —                      | —                      | —                      | —                      | —                      | —                      | —                      | —                      | —                      | —                      | | 7                         |
| "Honesty"                                                                               | 2024 | —                      | —                      | —                      | —                      | —                      | —                      | —                      | —                      | —                      | —                      | | 7                         |
| "—" značí, že se nahrávka neumístila v hitparádách nebo v tomto území ani nebyla vydána |      |                        |                        |                        |                        |                        |                        |                        |                        |                        |                        | |                           |

### Jako vedlejší umělkyně
| Název                                                                                   | Rok  | Umístění v hitparádách | Umístění v hitparádách | Umístění v hitparádách | Umístění v hitparádách | Umístění v hitparádách | Umístění v hitparádách | Umístění v hitparádách | Umístění v hitparádách | Umístění v hitparádách | Umístění v hitparádách | Certifikace                                                                                              | Album                        |
| Název                                                                                   | Rok  | CAN                    | AUS                    | AUT                    | GER                    | ITA                    | NLD                    | NZ                     | SWI                    | UK                     | US                     | Certifikace                                                                                              | Album                        |
| --------------------------------------------------------------------------------------- | ---- | ---------------------- | ---------------------- | ---------------------- | ---------------------- | ---------------------- | ---------------------- | ---------------------- | ---------------------- | ---------------------- | ---------------------- | --- | ---------------------------- |
| "What's Going On" (jako Artists Against AIDS Worldwide)                                 | 2001 | —                      | —                      | —                      | —                      | —                      | —                      | —                      | —                      | 6                      | 27                     | | Singl bez alb                |
| "Breath" (Swollen Members featuring Nelly Furtado)                                      | 2002 | —                      | —                      | —                      | —                      | —                      | —                      | —                      | —                      | —                      | —                      | | Monster in the Closet        |
| "Ching Ching" (Ms. Jade feat. Timbaland a Nelly Furtado)                                | 2002 | —                      | —                      | —                      | —                      | —                      | —                      | —                      | —                      | —                      | —                      | | Girl Interrupted             |
| "Fotografía" (Juanes feat. Nelly Futado)                                                | 2003 | —                      | —                      | —                      | —                      | —                      | —                      | —                      | —                      | —                      | —                      | - RIAA: 6× Platinum (Latin)                                                                              | Un Día Normal                |
| "Friendamine" (Jelleestone feat. Nelly Furtado)                                         | 2005 | —                      | —                      | —                      | —                      | —                      | —                      | —                      | —                      | —                      | —                      | | The Hood Is Here             |
| "Give It to Me" (Timbaland feat. Nelly Furtado a Justin Timberlake)                     | 2007 | 1                      | 16                     | 3                      | 3                      | 8                      | 8                      | 2                      | 6                      | 1                      | 1                      | - MC: Platinum - BPI: Platinum - BVMI: 3× Gold - IFPI SWI: Platinum - RIAA: 3× Platinum - RMNZ: Platinum | Shock Value                  |
| "Win or Lose" (Zero Assoluto feat. Nelly Furtado)                                       | 2008 | —                      | —                      | —                      | 64                     | —                      | —                      | —                      | —                      | —                      | —                      | | Singl bez alb                |
| "Broken Strings" (James Morrison feat. Nelly Furtado)                                   | 2008 | 41                     | 80                     | 2                      | 1                      | 4                      | 7                      | 10                     | 1                      | 2                      | —                      | - BPI: 2× Platinum - BVMI: Platinum - FIMI: Gold - IFPI SWI: Gold - RMNZ: 2× Platinum                    | Songs for You, Truths for Me |
| "Jump" (Flo Rida feat. Nelly Furtado)                                                   | 2009 | 32                     | 18                     | 34                     | 27                     | —                      | —                      | 33                     | —                      | 21                     | 54                     | - RIAA: Gold                                                                                             | R.O.O.T.S.                   |
| "Morning After Dark" (Timbaland feat. Nelly Furtado a SoShy)                            | 2009 | 8                      | 19                     | 12                     | 6                      | 37                     | 17                     | —                      | 20                     | 6                      | 61                     | - BPI: Silver - BVMI: Gold                                                                               | Shock Value II               |
| "Sunglasses" (Divine Brown feat. Nelly Furtado)                                         | 2009 | 22                     | —                      | —                      | —                      | —                      | —                      | —                      | —                      | —                      | —                      | | The Love Chronicles          |
| "Who Wants to Be Alone" (Tiësto feat. Nelly Furtado)                                    | 2010 | —                      | —                      | —                      | —                      | —                      | 34                     | —                      | —                      | 91                     | —                      | | Kaleidoscope                 |
| "Wavin' Flag" (jako Young Artists for Haiti)                                            | 2010 | 1                      | —                      | —                      | —                      | —                      | —                      | —                      | —                      | 104                    | —                      | - MC: 3× Platinum                                                                                        | Singl bez alb                |
| "Hot-n-Fun" (N.E.R.D. feat. Nelly Furtado)                                              | 2010 | 98                     | 52                     | —                      | —                      | 26                     | 88                     | —                      | —                      | 49                     | —                      | | Nothing                      |
| "Is Anybody Out There?" (K'naan feat. Nelly Furtado)                                    | 2012 | 14                     | —                      | 7                      | 11                     | —                      | 25                     | 1                      | 20                     | —                      | 92                     | - MC: Platinum - RMNZ: Gold                                                                              | Country, God or the Girl     |
| "Sin Ti" (Tommy Torres feat. Nelly Furtado)                                             | 2012 | —                      | —                      | —                      | —                      | —                      | —                      | —                      | —                      | —                      | —                      | | 12 historias                 |
| "Be OK" (Dylan Murray feat. Nelly Furtado)                                              | 2013 | —                      | —                      | —                      | —                      | —                      | —                      | —                      | —                      | —                      | —                      | | Inspiration                  |
| "—" značí, že se nahrávka neumístila v hitparádách nebo v tomto území ani nebyla vydána |      |                        |                        |                        |                        |                        |                        |                        |                        |                        |                        | |                              |

### Promo singly
| "Silencio" (feat. Josh Groban)                                                          | 2009 | — | —  | Mi Plan        |
| "Fuerte" (feat. Concha Buika)                                                           | 2009 | 3 | 46 | Mi Plan        |
| "Too Good"                                                                              | 2016 | — | —  | Singl bez alb  |
| "Behind Your Back"                                                                      | 2016 | — | —  | The Ride       |
| "Islands of Me"                                                                         | 2016 | — | —  | The Ride       |
| "Blue (Yes I Love You)" (s YellowStraps & Sofiane Pamart)                               | 2025 | — | —  | Singly bez alb |
| "Showstopper" (Remix) (feat. AJ Tracey)                                                 | 2025 | — | —  | Singly bez alb |
| "—" značí, že se nahrávka neumístila v hitparádách nebo v tomto území ani nebyla vydána |      |   |    |                |

## Spoluumělkyně
| Název                                    | Rok  | Další umělec          | Album                                                    |
| ---------------------------------------- | ---- | --------------------- | -------------------------------------------------------- |
| "Waitin' 4 the Streets"                  | 1996 | Plains of Fascination | Join the Ranks                                           |
| "Get Ur Freak On" (Remix)                | 2001 | Missy Elliott         | Lara Croft: Tomb Raider                                  |
| "Instant Karma!"                         | 2001 | David A. Stewart      | Come Together: A Night for John Lennon's Words and Music |
| "The Harder They Come"                   | 2002 | Paul Oakenfold        | Bunkka                                                   |
| "Fine Line"                              | 2002 | Jarvis Church         | Shake It Off                                             |
| "Thin Line"                              | 2002 | Jurassic 5            | Power in Numbers                                         |
| "Sacrifice"                              | 2002 | The Roots             | Phrenology                                               |
| "Très Fly"                               | 2002 | Tallisman             | 80 Million Isms                                          |
| "Quando, Quando, Quando"                 | 2005 | Michael Bublé         | It's Time                                                |
| "Slippery Sidewalks", "Baldosas Mojadas" | 2007 | Bajofondo             | Mar Dulce                                                |
| "Daydream Believer"                      | 2007 | Anne Murray           | Anne Murray Duets: Friends & Legends                     |
| "Sexy Movimiento" (Remix)                | 2008 | Wisin & Yandel        | Los Extraterrestres: Otra Dimensión                      |
| "I Wish I Knew Natalie Portman"          | 2009 | k-os a Saukrates      | Yes!                                                     |
| "Bang the Drum"                          | 2010 | Bryan Adams           | Sounds of Vancouver 2010: Opening Ceremony               |
| "Where It Begins"                        | 2010 | Ivete Sangalo         | Live at Madison Square Garden                            |
| "Time Stand Still"                       | 2010 | —                     | Score: A Hockey Musical                                  |
| "Crocodile Rock"                         | 2011 | Elton John            | Gnomeo & Juliet                                          |
| "Mama Knows"                             | 2011 | Game                  | The R.E.D. Album                                         |
| "The Seeker"                             | 2011 | —                     | The Year Dolly Parton Was My Mom                         |
| "El Camino de los Sueños"                | 2011 | Antonio Carmona       | De Noche                                                 |
| "On the Run"                             | 2012 | Saukrates a k-os      | Season One                                               |
| "Corcovado"                              | 2013 | Andrea Bocelli        | Passione                                                 |
| "Headphones"                             | 2013 | Nelly                 | M.O.                                                     |
| "Bésame Mucho"                           | 2013 | Lucho Gatica          | Historia de Un Amor                                      |
| "Getaway"                                | 2013 | Stack$                | The Snowball Effect                                      |
| "Scars", "Party"                         | 2014 | Emmanuel Jal          | The Key                                                  |
| "Hadron Collider                         | 2016 | Blood Orange          | Freetown Sound                                           |
| "Exposed"                                | 2017 | Tangina Stone         | Elevate                                                  |
| "Never Lost"                             | 2024 | Ryan Lott             | The Greatest Hits: Original Soundtrack                   |

## Videoklipy
| Rok  | Název                                                           | Album                                | Režisér                                    |
| ---- | --------------------------------------------------------------- | ------------------------------------ | ------------------------------------------ |
| 2000 | "I'm Like a Bird"                                               | Whoa, Nelly!                         | Francis Lawrence                           |
| 2001 | "Turn Off the Light"                                            | Whoa, Nelly!                         | Sophie Muller                              |
| 2001 | "…on the Radio (Remember the Days)"                             | Whoa, Nelly!                         | Hype Williams                              |
| 2002 | "Hey, Man!"                                                     | Whoa, Nelly!                         | různé                                      |
| 2003 | "Powerless (Say What You Want)"                                 | Folklore                             | Bryan Barber                               |
| 2004 | "Try"                                                           | Folklore                             | Sophie Muller                              |
| 2004 | "Força"                                                         | Folklore                             | Ulf Buddensiek                             |
| 2004 | "Explode"                                                       | Folklore                             | Bradley Cayford, Nelly Furtado             |
| 2006 | "Promiscuous" (feat. Timbaland)                                 | Loose                                | Little X                                   |
| 2006 | "Maneater"                                                      | Loose                                | Anthony Mandler                            |
| 2006 | "No Hay Igual" (původní verze a Remix feat. Residente Calle 13) | Loose                                | Israel Lugo, Gabriel Coss                  |
| 2006 | "Say It Right"                                                  | Loose                                | Rankin & Chris                             |
| 2007 | "All Good Things (Come to an End)"                              | Loose                                | Israel Lugo, Gabriel Coss                  |
| 2007 | "In God's Hands"                                                | Loose                                | Jesse Dylan                                |
| 2007 | "En las Manos de Dios"                                          | Loose                                | Jesse Dylan                                |
| 2007 | "Do It"                                                         | Loose                                | Aaron A., Nelly Furtado                    |
| 2009 | "Manos al Aire" (verze původní a s anglickými titulky)          | Mi Plan                              | Little X                                   |
| 2009 | "Más" (verze původní a s anglickými titulky)                    | Mi Plan                              | Little X                                   |
| 2010 | "Bajo Otra Luz" (Radio Edit, feat. La Mala Rodríguez)           | Mi Plan                              | Aaron A., Su Montes, Nelly Furtado         |
| 2010 | "Fuerte" (původní anglická verze, feat. Concha Buika)           | Mi Plan Remixes                      | Aaron A., Richard Bernardin, Robacho Buika |
| 2010 | "Night Is Young"                                                | The Best of Nelly Furtado            | Alan Ferguson                              |
| 2011 | "Crocodile Rock" (feat. Elton John)                             | Gnomeo & Juliet: Original Soundtrack |                                            |
| 2012 | "Big Hoops (Bigger the Better)"                                 | The Spirit Indestructible            | Little X                                   |
| 2012 | "Big Hoops (Bigger the Better)" (Home Made Version)             | The Spirit Indestructible            | Aaron A.                                   |
| 2012 | "Spirit Indestructible"                                         | The Spirit Indestructible            | Aaron A.                                   |
| 2012 | "Parking Lot" (Original and Fagault & Marina Remix version)     | The Spirit Indestructible            | Ray Kay                                    |
| 2013 | "Waiting for the Night"                                         | The Spirit Indestructible            | The Seed Collective                        |
| 2013 | "Bucket List"                                                   | The Spirit Indestructible            | Aaron A., Joachim Johnson                  |
| 2016 | "Pipe Dreams"                                                   | The Ride                             | Jake Elliott                               |
| 2024 | "Gala y Dalí                                                    | Singl bez alb                        | Aaron A.                                   |
| 2024 | "Love Bites" (feat. Tove Lo & SG Lewis)                         | 7                                    | Gemma Warren                               |
| 2024 | "Corazón" (feat. Bomba Estéreo)                                 | 7                                    | Anthony Nusca, Bertrand Exertier           |
| 2024 | "Honesty"                                                       | 7                                    | Valentin Herfray                           |
| 2024 | "Untitled"                                                      | 7                                    |                                            |
| 2024 | "Floodgate"                                                     | 7                                    | CarameloCreative                           |
| 2024 | "Better For Worse" (feat. Gray Hawken)                          | 7                                    | Valentin Herfray                           |
| 2024 | "Showstopper"                                                   | 7                                    | Doucce                                     |
| 2024 | "Better Than Ever"                                              | 7                                    | Valentin Herfray                           |

Vedlejší videoklipy
| Rok  | Název                                                                       | Album                                                     | Režisér          |
| ---- | --------------------------------------------------------------------------- | --------------------------------------------------------- | ---------------- |
| 2001 | "What's Going On" (jako Artists Against AIDS Worldwide)                     | What's Going On                                           | Jake Scott       |
| 2002 | "Breath" (Swollen Members feat. Nelly Furtado)                              | Monsters in the Closet                                    | Todd MacFarlane  |
| 2002 | "Ching Ching" (Ms. Jade feat. Timbaland a Nelly Furtado)                    | Girl Interrupted                                          | Mark Classon     |
| 2003 | "Fotografía" (Juanes feat. Nelly Furtado)                                   | Un Día Normal                                             | Picky Talarico   |
| 2005 | "Friendamine (Remix)" (Jelleestone feat. Nelly Furtado)                     | The Hood Is Here                                          |                  |
| 2007 | "Give It to Me" (Timbaland feat. Nelly Furtado a Justin Timberlake)         | Shock Value                                               | Paul "Coy" Allen |
| 2008 | "Win or Lose (Appena Prima di Partire)" (Zero Assoluto feat. Nelly Furtado) | Singl bez alb                                             | Cosimo Alema     |
| 2008 | "Broken Strings" (James Morrison feat. Nelly Furtado)                       | Songs for You, Truths for Me                              | Micah Meisner    |
| 2009 | "Jump" (Flo Rida featuring Nelly Furtado)                                   | R.O.O.T.S.                                                | Chris Robinson   |
| 2009 | "I Wish I Knew Natalie Portman" (k-os feat. Saukrates a Nelly Furtado)      | Yes!                                                      | Little X         |
| 2009 | "Morning After Dark" (Timbaland feat. Nelly Furtado a SoShy)                | Shock Value II                                            | Paul "Coy" Allen |
| 2010 | "Who Wants to Be Alone" (Tiësto feat. Nelly Furtado)                        | Kaleidoscope                                              | Alan Ferguson    |
| 2010 | "Wavin' Flag (Haiti Mix)" (K'naan featuring Nelly Furtado)                  | Charitativní singl                                        |                  |
| 2010 | "Hot-n-Fun" (N.E.R.D. feat. Nelly Furtado)                                  | Nothing                                                   | Jonas Åkerlund   |
| 2010 | "Where It Begins" (Ivete Sangalo feat. Nelly Furtado)                       | Multishow Ao Vivo: Ivete Sangalo No Madison Square Garden | Nick Wickham     |
| 2011 | "El Camino De Los Sueños" (Antonio Carmona feat. Nelly Furtado)             | De Noche                                                  | Director         |
| 2012 | "Is Anybody Out There?" (K'naan feat. Nelly Furtado)                        | More Beautiful Than Silence                               | Chris Robinson   |
| 2013 | "Sin Ti" (Tommy Torres feat. Nelly Furtado)                                 | 12 Historias                                              | Jorge Colón      |
| 2015 | "Scars" (Emmanuel Jal feat. Nelly Furtado)                                  | The Key                                                   | Daniel Palmer    |

Cameo umělec
| Rok  | Název            | Umělec                      | Album                           |
| ---- | ---------------- | --------------------------- | ------------------------------- |
| 2004 | "Crabbuckit"     | k-os                        | Joyful Rebellion                |
| 2006 | "Rockstar"       | Nickelback                  | All the Right Reasons           |
| 2008 | "Making A Scene" | Fritz Helder & The Phantoms | Greatest Hits: Platinum Edition |